# Staatliche Graphische Sammlung München

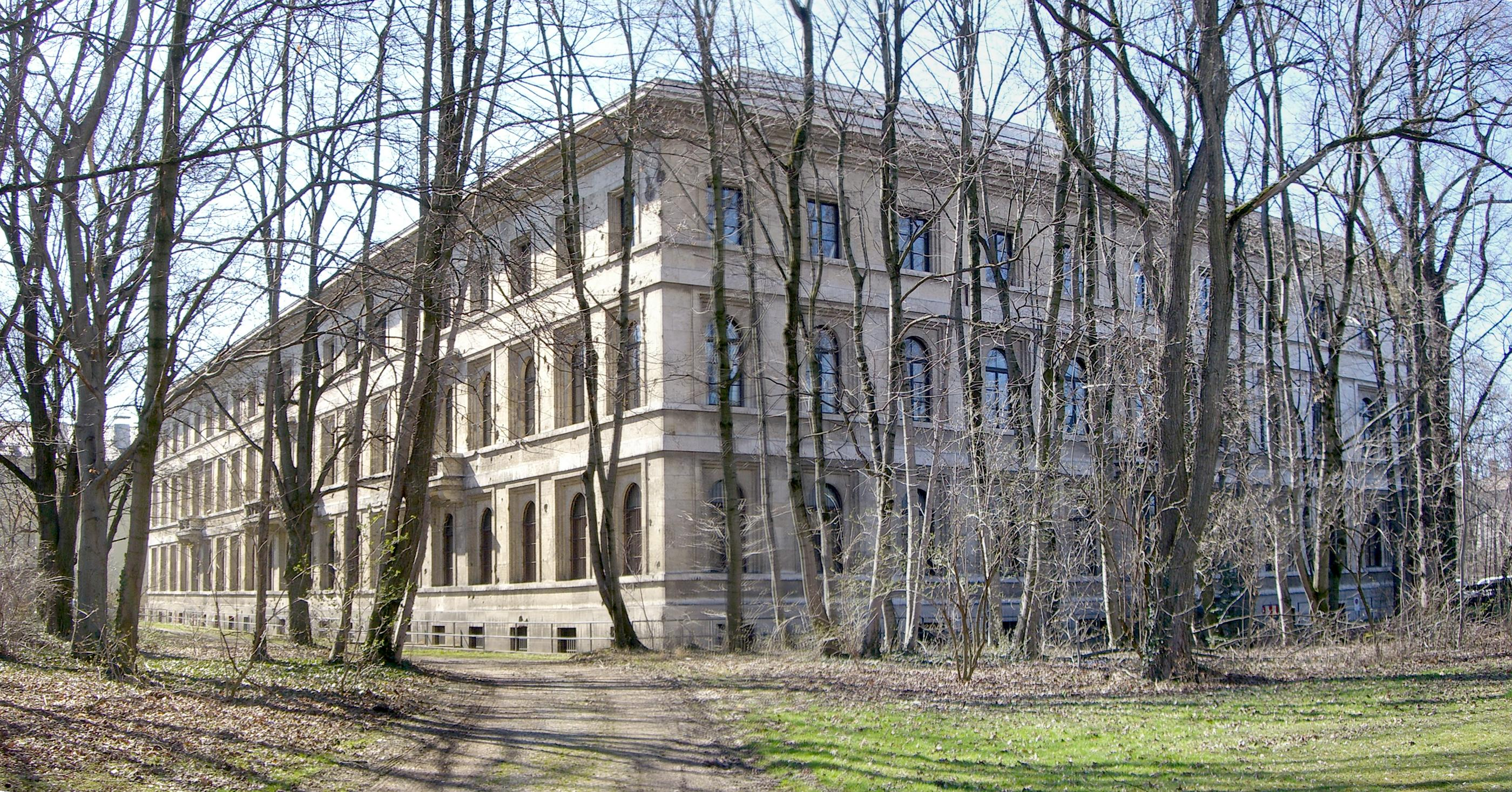
Staatliche Graphische Sammlung München (2007)

Die Staatliche Graphische Sammlung München (SGSM) (ⓘ) im Kunstareal München gehört zu den wichtigsten Grafik-Sammlungen der Welt und ist neben den Kupferstichkabinetten von Berlin und Dresden die bedeutendste Einrichtung dieser Art in Deutschland. Sie beherbergt einen Bestand von über 400.000 Blatt aller Epochen der Zeichenkunst und Druckgraphik vom 15. Jahrhundert bis zur Moderne.

## Geschichte
Die Ursprünge der Sammlung gehen auf das 1758 gegründete Kupferstich- und Zeichnungskabinett des Kurfürsten Carl Theodor von der Pfalz im Mannheimer Schloss zurück. 1794 wurde es vor der anrückenden französischen Armee in Sicherheit gebracht und nach München überführt. Während der Säkularisation 1803 konnte der Bestand erheblich vergrößert werden. Ab 1808 begann der spätere Inspektor des Kabinetts Franz Brulliot mit dessen Katalogisierung. 1839 wurden erstmals Teile der Sammlung als Kupferstich-Kabinett in der Alten Pinakothek der Öffentlichkeit zugänglich gemacht. 1874 erhielt das Kabinett den Status eines selbstständigen Museums und wurde 1905 in Königliche Graphische Sammlung umbenannt. 1917 erfolgte der Umzug in die Neue Pinakothek, wo die Sammlung bis 1944 untergebracht war. Nach der Zerstörung dieses Gebäudes im Zweiten Weltkrieg und den dadurch erlittenen Verlusten wurde sie 1949 provisorisch als Staatliche Graphische Sammlung München im Münchner Haus der Kulturinstitute in der Meiserstraße 10 (später Katharina-von-Bora-Straße 10) untergebracht, wo sie sich noch heute befindet. 2002 erhielt die Graphische Sammlung eigene Ausstellungsräume in der neu erbauten Pinakothek der Moderne. Der geplante Umzug in den zweiten Bauabschnitt der Pinakothek der Moderne wurde 2005 auf unbestimmte Zeit verschoben. Im Jahr 2008 feierte die Einrichtung mit einer umfangreichen Sonderausstellung ihren 250. Geburtstag. Zwischen 2016 und 2021 wurden im Vitrinengang der Pinakothek der Moderne unter dem Formatnamen „IM BLICK“ kleine Studio-Präsentationen aus dem Bestand gezeigt.
Direktoren
- 1871–1885: Ferdinand Rothbart
- 1885–1904: Wilhelm Schmidt
- 1904–1917: Heinrich Pallmann
- 1918–1937: Otto Weigmann
- 1940–1948: Alfred Seyler
- 1948–1965: Peter Halm
- 1965–1970: Bernhard Degenhart
- 1971–1977: Herbert Pée
- 1977–1988: Dieter Kuhrmann
- 1989–2000: Tilman Falk
- 2000–2015: Michael Semff
- seit 2016: Michael Hering

## Bestand
Die Staatliche Graphische Sammlung besitzt ca. 350.000 Druckgraphiken und über 50.000 Zeichnungen, darunter sind Werke folgender Künstler:
Gebrüder Asam; Georg Baselitz; Max Beckmann; Cecily Brown; Joseph Beuys; Salvador Dalí; Otto Dix; Albrecht Dürer; Max Ernst; Anselm Feuerbach; Caspar David Friedrich; Vincent van Gogh; El Greco; Isa Genzken; Hermann Glöckner; Matthias Grünewald; Olaf Gulbransson; Ignaz Günther; Anne Imhof; Jörg Immendorff; Wassily Kandinsky; Paul Klee; Leo von Klenze; Gustav Klimt; Käthe Kollwitz; Roy Lichtenstein; Max Liebermann; Joseph Mader; René Magritte; Édouard Manet; Andrea Mantegna; Franz Marc; Hans von Marées; Henri Matisse; Pius Ferdinand Messerschmitt; Michelangelo; Edvard Munch; Emil Nolde; Albert Oehlen; Claes Oldenburg; Pablo Picasso; Rembrandt; Peter Paul Rubens; Johann Moritz Rugendas; Kiki Smith; Carl Spitzweg; Leonardo da Vinci; Andy Warhol

## Abteilungen
Die Staatliche Graphische Sammlung gliedert sich in fünf Hauptabteilungen:
- Konservator für deutsche Kunst (15.–18. Jahrhundert)
- Konservator für niederländische Kunst (15.–18. Jahrhundert)
- Konservator für italienische und französische Kunst (15.–18. Jahrhundert)
- Konservator für Kunst des 19. Jahrhunderts
- Konservator für Kunst des 20./21. Jahrhundert

Um die Möglichkeit von öffentlichen Präsentationen und die Instandhaltung der Kunstwerke zu gewährleisten, unterhält die Einrichtung eigene Werkstätten:
- Restaurierungswerkstatt
- Passepartoutschneidewerkstatt
- Werkstatt für Einrahmungen und Ausstellungsaufbau
- Buchbinderei
- Fotolabor

Der Bestand der Sammlung, der wegen der Lichtempfindlichkeit der Kunstwerke sonst nur in Wechselausstellungen gezeigt wird, kann in einem Studiensaal eingesehen werden. Für Interessenten werden einzelne Werke reproduziert. Zudem besteht die Möglichkeit, in Privatbesitz befindliche Graphiken in ihrer künstlerischen Bedeutung begutachten zu lassen.

## Ausstellungen
Die Ausstellungen der Graphischen Sammlung finden (wenn nicht anders angegeben) in der Pinakothek der Moderne statt.

2006
- Rembrandt – Zum 400. Geburtstag: Radierungen
- Al Taylor – Zeichnungen
- Hans Bellmer – Ingenieur des Eros
- Hommage an Mantegna – Druckgraphik
- Israhel van Meckenem – Kupferstiche: Der Münchner Bestand
- Karl Bohrmann – Zeichnungen

2007
- Erwin Pfrang – Ulysses von James Joyce
- Max Peiffer Watenphul – Zeichnungen
- James Bishop – Arbeiten auf Papier
- Fritz Wotruba – Zeichnungen und Steine
- Parmigianino und sein Kreis – Druckgraphik aus der Sammlung Baselitz (Alte Pinakothek)
- Philip Guston – Arbeiten auf Papier

2008
- Künstler zeichnen – Sammler stiften: 250 Jahre Staatliche Graphische Sammlung München
- Ein Saal voller Götter – Zeichnungen Schnorr von Carolsfelds für die Münchner Residenz
- Georg Baselitz – Druckgraphik 1964 bis 1983 aus der Sammlung Herzog Franz von Bayern
- 100 Meisterzeichnungen aus New York – The Morgan Library & Museum zu Gast in München

2009
- Die Gegenwart der Linie – Eine Auswahl neuerer Erwerbungen des 20. und 21. Jahrhunderts
- Hermann Obrist – Skulptur, Raum, Abstraktion um 1900
- Karl Bohrmann – Wiederholungen 1993/94. Eine Schenkung aus Privatbesitz
- Daniel Hopfer – Ein Augsburger Meister der Renaissance

2010
- Peter Loewy: Zeichnungen – Eine Ausstellung mit Photoportraits
- Norbert Tadeusz – Arbeiten auf Papier
- Al Taylor – Das druckgraphische Werk
- Malerei auf Papier – Josef Albers in Amerika

2011
- Emil Nolde – Aquarelle
- Feininger aus Havard – Zeichnungen, Aquarelle und Fotografien
- Der Raum der Linie – Amerikanische Zeichnungen und Skulpturen ab 1960 aus einer Privatsammlung
- Ellsworth Kelly – Plant Drawings

2012
- Zeichner in Rom – 1550–1700
- Der Zeichner Karl Arnold
- Max Weiler – Der Zeichner
- „Monsieur Daumier, Ihre Serie ist reizvoll!“ – Die Stiftung Kames

2013
- Schaustelle (Provisorium)
- Andy Warhol – Zeichnungen der 1950er Jahre
- Bettler, Diebe, Unterwelt – Leonaert Bramer illustriert spanische Romane

2014
- Silvia Bächli – Brombeeren. Arbeiten auf Papier
- Schenkung Hans Bellmer und Henri Michaux
- Per Kirkeby – Bronze, Kaltnadel, Holz
- Max Peiffer Watenphul – Die Skizzenbücher. Präsentation anlässlich der Schenkung
- Jacques Lipchitz – Zeichnungen 1910–1972. Eine Schenkung aus dem Nachlass
- Terry Winters – Das druckgraphische Werk 1999–2014

2015
- Philip Guston – Drei Blicke: Die gesamte Druckgraphik / Letzte Acryl-Arbeiten auf Papier / Zeichnungen für Dichter
- Édouard Vuillard – Einblicke in die Lithowerkstatt
- Zum Abschied von Dr. Michael Semff
- Rudolf von Alt. „...genial, lebhaft, natürlich und wahr.“ Der Münchner Bestand und seine Provenienz
- 50 Jahre PIN. Freunde der Pinakothek der Moderne – Eine Auswahl aus der Staatlichen Graphischen Sammlung München

2016
- Karel Appel – Werke auf Papier
- Johann Andreas Wolff – Zeichenkunst in München um 1700
- Gert & Uwe Tobias – Grisaille
- IM BLICK: Das Figurenalphabet des Meisters E. S.
- Der Stifter, der Anstifter war, weil er wusste, dass die Kunst für alle ist – Die Schenkung der Art Mentor Foundation Lucerne

2017
- IM BLICK: Am Königshof der Valois. Französische Zeichnungen der Spätrenaissance
- Vermisst: Der Turm der blauen Pferde von Franz Marc – Zeitgenössische Künstler auf der Suche nach einem verschollenen Meisterwerk
- IM BLICK: Boxenstop I – Studierende der Akademie der Bildenden Künste München zu Gast in der Staatlichen Graphischen Sammlung München
- Lucas van Leyden – Meister der Druckgraphik
- IM BLICK: Souvenirs aus dem Süden. Johann Georg von Dillis in Frankreich und Italien
- Thea Djordjadze – Inventur SGSM

2018
- IM BLICK: Georg Baselitz zum 80. Geburtstag
- SkizzenbuchGeschichte[n] – Skizzenbücher der Staatlichen Graphischen Sammlung München
- IM BLICK: Giorgio Vasari – Zum Jubiläum der zweiten Ausgabe der „Viten“, 1568
- Ólafur Elíasson – WASSERfarben
- IM BLICK: Eine Hommage – Meisterblätter aus der Sammlung Herzog Franz von Bayern
- Grande Decorazione – Italienische Monumentalmalerei in der Druckgraphik

2019
- IM BLICK: Franz Graf von Pocci. Phantasie und Spott
- Touch. Prints by Kiki Smith
- IM BLICK: Waidmannsdank! Jüngst geschenkt – Zeichnungen, Radierungen und Druckplatten von Johann Elias Ridinger (1698-1767)
- Einblattholzschnitte des 15. Jahrhunderts
- IM BLICK: Het beste van Rembrandt - Zeichnungen und Radierungen des Münchner Kabinetts & Peter Piller - Geduld
- Hermann Glöckner - Ein Meister der Moderne

2020
- IM BLICK: Der Himmel auf Erden - Zeichnungen zu italienischen Wand- und Deckengemälden
- Max Klinger - Zelt und andere Zyklen
- K. H. Hödicke - Eine Retrospektive
- IM BLICK: Boxenstop II – Druck machen. Studierende der Akademie der Bildenden Künste München zu Gast in der Staatlichen Graphischen Sammlung München
- Max Beckmann / Omer Fast - Abfahrt

2021
- Gerhard Richter - 54 Zeichnungen. 3 graue Spiegel. 1 Kugel
- Michael E. Smith
- Friederike Feldmann / Max Beckmann - Nachtgedanken
- Gil Shachar - The Cast Whale Project

2022
- Venedig - La Serenissima. Zeichnung und Druckgraphik aus vier Jahrhunderten
- Ólafur Elíasson – Sonnenenergie 22
- Cecily Brown
- Walter Schels - Prinzip Atlas
- Schweizer Scheibenrisse von der Renaissance bis zum Frühbarock - Der Münchner Bestand
- Fluky Flora - Olga Golos

2023
- Tony Cragg
- Rei Naito - breath
- Malelade - Georg Baselitz zum 85. Geburtstag
- Kiki Smith – FROM MY HEART

2024
- Maximilian Kirmse – Berlin Mon Amour
- Case Studies on Rubens by Slawomir Elsner / Careers by Design. Hendrick Goltzius & Peter Paul Rubens
- Almut Heise

2025
- Den Menschen vor Augen. Künstlerische Strategien seiner Darstellung in italienischen Zeichnungen 1450–1750
- 4 Museen - 1 Moderne (Gemeinschaftsausstellung der Pinakothek der Moderne)
- Gerhard Richter - 81 Zeichnungen. 1 Strip-Bild. 1 Edition
- Yoshihiro Suda - Garten Eden